# Dominique Baratelli
Dominique Baratelli (Niza, Francia, 26 de diciembre de 1947) es un exfutbolista francés que se desempeñaba como guardameta, siendo portero de la selección de fútbol de Francia entre 1969 y 1982.

## Clubes
| Club                | País    | Año         | Partidos | Goles |
| AC Ajaccio          | Francia | 1967 - 1971 | 107      | 0     |
| OGC Niza            | Francia | 1971 - 1978 | 247      | 0     |
| Paris Saint-Germain | Francia | 1978 - 1985 | 239      | 0     |